# جایزه انجمن بازیگران فیلم برای گروه بازیگران برجسته در یک فیلم سینمایی
جایزه انجمن بازیگران فیلم برای گروه بازیگران برجسته در یک فیلم سینمایی (به انگلیسی: Screen Actors Guild Award for Outstanding Performance by a Cast in a Motion Picture) جایزه‌ای است که برای تقدیر از عالی‌ترین دستاوردهای بازیگری در فیلم، توسط انجمن بازیگران فیلم اهدا می‌شود.

## برندگان و نامزدها

### دهه ۱۹۹۰
| سال          | فیلم                             | اعضای گروه بازیگران |
| ------------ | -------------------------------- | --- |
| ۱۹۹۵ (دوم)   | آپولو ۱۳                         | کوین بیکن، تام هنکس، اد هریس، بیل پکستون، کاتلین کویینلان، گری سینایس |
| ۱۹۹۵ (دوم)   | کوتوله را بگیرید                 | دنی دویتو، دنیس فارینا، جیمز گاندولفینی، جین هکمن، دلروی لیندو، دیوید پیمر، رنه روسو، جان تراولتا |
| ۱۹۹۵ (دوم)   | چطور یک لحاف آمریکایی را می‌سازند | مایا آنجلو، آن بنکرافت، الن برستین، سامانتا ماتیس، کیت نلیگان، وینونا رایدر، جین سیمونز، لوئیس اسمیت، الفری وودارد |
| ۱۹۹۵ (دوم)   | نیکسون                           | جوآن آلن، برایان بدفورد، پاورز بوث، کوین دان، فایووش فینکل، آنابت گیش، تونی گلدوین، لری هگمن، اد هریس، ادوارد هرمان، آنتونی هاپکینز، باب هاسکینز، مدلین کان، ای.جی. مارشال، دیوید پیمر، دیوید هاید پیرس، پل سوروینو، مری استینبورگن، جی.تی. والش، جیمز وودز |
| ۱۹۹۵ (دوم)   | عقل و احساس                      | هیو گرانت، آلن ریکمن، اما تامپسون، کیت وینسلت |
| ۱۹۹۶ (سوم)   | قفس پرنده                        | هانک آزاریا، کریستین برنسکی، دن فوترمن، جین هکمن، ناتان لین، دایان ویست، رابین ویلیامز |
| ۱۹۹۶ (سوم)   | بیمار انگلیسی                    | نوین اندروز، ژولیت بینوش، ویلم دفو، ریف فاینز، کالین فرث، یورگن پراخنو، کریستین اسکات توماس، جولین وادهام |
| ۱۹۹۶ (سوم)   | اتاق ماروین                      | هیوم کرونین، رابرت دنیرو، لئوناردو دی‌کاپریو، دن هدایا، دایان کیتن، Hal Scardino، مریل استریپ، گوئن وردن |
| ۱۹۹۶ (سوم)   | درخشش                            | جان گیلگد، آرمین مولر-اشتال، لین ردگریو، جفری راش، نوآ تیلور، گوگی ویدرز |
| ۱۹۹۶ (سوم)   | تیغه فلاخن                       | لوکاس بلک، Natalie Canerday، رابرت دووال، جیمز همپتون، جان ریتر، بیلی باب تورنتون، جی.تی. والش، دوایت یوآکم |
| ۱۹۹۷ (چهارم) | فول مانتی                        | مارک ادی، پل باربر، رابرت کارلایل، دیدره کاستلو، Steve Huison, بروس جونز، لسلی شارپ، ویلیام اسنیپ، هوگو اسپیر، تام ویلکینسون، Emily Woof |
| ۱۹۹۷ (چهارم) | شب‌های عیاشی                      | دان چیدل، هدر گراهام، لوئیس گازمن، فیلیپ بیکر هال، فیلیپ سیمور هافمن، توماس جین، ریکی جی، ویلیام اچ میسی، آلفرد مولینا، جولیان مور، نیکول آری پارکر، جان سی ریلی، برت رینولدز، Robert Ridgely، مارک والبرگ، ملورا والترز                                    |
| ۱۹۹۷ (چهارم) | ویل هانتینگ خوب                  | بن افلک، مت دیمون، مینی درایور، استلان اسکاشگورد، رابین ویلیامز |
| ۱۹۹۷ (چهارم) | محرمانه لس آنجلس                 | کیم بیسینگر، جیمز کرامول، راسل کرو، دنی دویتو، گای پیرس، کوین اسپیسی، دیوید استراترن |
| ۱۹۹۷ (چهارم) | تایتانیک                         | سوزی آمیس، کتی بیتس، لئوناردو دی‌کاپریو، فرانسیس فیشر، برنار فاکس، ویکتور گاربر، برنارد هیل، جاناتان هاید، دنی نوچی، بیل پکستون، گلوریا استوارت، دیوید وارنر، کیت وینسلت، بیلی زین                                                                           |
| ۱۹۹۸ (پنجم)  | شکسپیر عاشق                      | بن افلک، سیمون کالو، جیم کارتر، مارتین کلونز، جودی دنچ، جوزف فاینز، کالین فرث، گوئینت پالترو، جفری راش، آنتونی شر، ایملدا استنتون، تام ویلکینسون |
| ۱۹۹۸ (پنجم)  | زندگی زیباست                     | روبرتو بنینی، نیکولتا براسچی، هورست بوخهولتس، سرجیو بینی بوستریک، جورجو کانتارینی، جوستینو دورانو، آمریگو فونتانی، جولیانا لویودیچه، ماریسا پاردس |
| ۱۹۹۸ (پنجم)  | لیتل ویس                         | آنت بدلند، برندا بلتین، جیم برودبنت، مایکل کین، جین هرکس، فیلیپ جکسون، ایوان مک‌گرگور |
| ۱۹۹۸ (پنجم)  | نجات سرباز رایان                 | ادوارد برنز، مت دیمون، جرمی دیویس، وین دیزل، آدام گلدبرگ، تام هنکس، بری پپر، جووانی ریبیسی، تام سایزمور |
| ۱۹۹۸ (پنجم)  | Waking Ned                       | ایان بانن، فیونولا فلانگان، دیوید کلی، سوزان لینچ، جیمز نسبیت |
| ۱۹۹۹ (ششم)   | زیبایی آمریکایی                  | آنت بنینگ، وس بنتلی، تورا برچ، کریس کوپر، پیتر گلگر، الیسون جنی، کوین اسپیسی، مینا سوواری |
| ۱۹۹۹ (ششم)   | جان مالکوویچ بودن                | اورسن بین، جان کیوسک، کامرون دیاز، کاترین کینر، جان مالکوویچ، مری کی پلیس، چارلی شین |
| ۱۹۹۹ (ششم)   | قوانین خانه سایدر                | جین الکساندر، اریکا بادو، کتی بیکر، مایکل کین، دلروی لیندو، توبی مگوایر، کیت نلیگان، پل راد، شارلیز ترون |
| ۱۹۹۹ (ششم)   | مسیر سبز                         | پاتریشا کلارکسون، جیمز کرامول، جفری دی‌مان، مایکل کلارک دانکن، گراهام گرین، تام هنکس، بانی هانت، دوگ هاتچیسون، مایکل جیتر، دیوید مورس، بری پپر، سم راکول، هری دین استنتون                                                                                    |
| ۱۹۹۹ (ششم)   | مگنولیا                          | Jeremy Blackman، تام کروز، ملیندا دیلون، آپریل گریس، لوئیس گازمن، فیلیپ بیکر هال، فیلیپ سیمور هافمن، ریکی جی، ویلیام اچ میسی، آلفرد مولینا، جولیان مور، جان سی ریلی، جیسون روباردز، ملورا والترز                                                            |

### دهه ۲۰۰۰
| سال       | فیلم                              | اعضای گروه بازیگران |
| --------- | --------------------------------- | --- |
| ۲۰۰۰ هفتم | قاچاق                             | استیون باوئر، بنجامین برت، جیمز برولین، دان چیدل، اریکا کریستنسن، کلیفتن کالینز جونیور، مایکل داگلاس، میگوئل فرر، آلبرت فینی، توفر گریس، لوئیس گازمن، ایمی اروینگ، توماس میلیان، دی دبلیو موفت، دنیس کواید، پیتر ریجرت، بنیسیو دل تورو، جیکوب بارگاس، کاترین زیتا جونز                                                               |
| ۲۰۰۰ هفتم | تقریباً مشهور                      | فیروزه بالک، بیلی کروداپ، پاتریک فوگیت، فیلیپ سیمور هافمن، کیت هادسن، جیسون لی، فرانسیس مک‌دورمند، آنا پاکوین، نوآ تیلور |
| ۲۰۰۰ هفتم | بیلی الیوت                        | جیمی بل، جیمی دراون، گری لوئیس، جولی والترز |
| ۲۰۰۰ هفتم | شکلات                             | ژولیت بینوش، لزلی کارون، جودی دنچ، جانی دپ، آلفرد مولینا، کری-ان ماس، هیو اوکنور، لنا اولین، پیتر استورماره، جان وود |
| ۲۰۰۰ هفتم | گلادیاتور                         | راسل کرو، ریچارد هریس، جایمن هانسو، درک جاکوبی، کانی نیلسن، واکین فینیکس، الیور رید |
| ۲۰۰۱ هشتم | گاسفورد پارک                      | آیلین اتکینز، باب بالابان، آلن بیتس، چارلز دنس، استیون فرای، مایکل گمبون، ریچارد ئی. گرانت، تام هالندر، درک جاکوبی، کلی مکدونالد، هلن میرن، جرمی نورثام، کلایو اوون، رایان فیلیپ، مگی اسمیت، جرالدین سامرویل، کریستین اسکات توماس، سوفی تامپسون، امیلی واتسون، جیمز ویلبی                                                            |
| ۲۰۰۱ هشتم | ذهن زیبا                          | پل بتانی، جنیفر کانلی، راسل کرو، آدام گلدبرگ، جیسون گری-استنفورد، اد هریس، جاد هیرش، جاش لوکاس، آستین پندلتن، کریستوفر پلامر، آنتونی رپ |
| ۲۰۰۱ هشتم | در اتاق خواب                      | ویلیام ماپوتر، سیسی اسپیسک، نیک استال، مریسا تومی، سلیا وستون، تام ویلکینسون، William Wise |
| ۲۰۰۱ هشتم | ارباب حلقه‌ها: یاران حلقه          | شان آستین، شان بین، کیت بلانشت، اورلاندو بلوم، بیلی بوید، ایان هولم، کریستوفر لی، ایان مک‌کلن، دامینیک مانهن، ویگو مورتنسن، جان ریس-دیویس، اندی سرکیس، لیو تایلر، هوگو ویوینگ، الایجا وود |
| ۲۰۰۱ هشتم | مولن روژ!                         | جیم برودبنت، نیکول کیدمن، جان لگویزمائو، ایوان مک‌گرگور، ریچارد راکسبرا |
| ۲۰۰۲ نهم  | شیکاگو                            | کریستین برنسکی، Ekaterina Chtchelkanova، تای دیگز، Denise Faye، کلم فیور، ریچارد گی‌یر، Deidre Goodwin، کویین لطیفه، لوسی لیو، سوزان میسنر، میا هریسون، جان سی ریلی، دومینیک وست، رنی زلوگر، کاترین زیتا جونز |
| ۲۰۰۲ نهم  | اقتباس                            | نیکلاس کیج، کریس کوپر، برایان کاکس، کارا سیمور، مریل استریپ، تیلدا سوینتن |
| ۲۰۰۲ نهم  | ساعت‌ها                            | تونی کولت، کلر دینز، جف دانیلز، استیون دیلین، اد هریس، الیسون جنی، نیکول کیدمن، جولیان مور، جان سی ریلی، میراندا ریچاردسون، مریل استریپ |
| ۲۰۰۲ نهم  | ارباب حلقه‌ها: دو برج              | شان آستین، کیت بلانشت، اورلاندو بلوم، بیلی بوید، براد دوریف، برنارد هیل، کریستوفر لی، ایان مک‌کلن، دامینیک مانهن، ویگو مورتنسن، میراندا اتو، جان ریس-دیویس، اندی سرکیس، لیو تایلر، کارل اربن، هوگو ویوینگ، دیوید ونهام، الایجا وود |
| ۲۰۰۲ نهم  | عروسی یونانی پرریخت‌وپاش و بزرگ من | جیا کاردیس، مایکل کنستانتین، جان کوربت، جوی فاتونه، لینی کازان، آندره‌آ مارتین، نیا واردالوس |
| ۲۰۰۳ دهم  | ارباب حلقه‌ها: بازگشت پادشاه       | شان آستین، شان بین، کیت بلانشت، اورلاندو بلوم، بیلی بوید، برنارد هیل، ایان هولم، ایان مک‌کلن، دامینیک مانهن، ویگو مورتنسن، جان نوبل، میراندا اتو، جان ریس-دیویس، اندی سرکیس، لیو تایلر، کارل اربن، هوگو ویوینگ، دیوید ونهام، الایجا وود                                                                                               |
| ۲۰۰۳ دهم  | در آمریکا                         | در آمریکا، سارا بولگر، پدی کانسیداین، جایمن هانسو، سامانتا مورتون |
| ۲۰۰۳ دهم  | رودخانه مرموز                     | کوین بیکن، لارنس فیشبرن، مارسیا گی هاردن، لورا لینی، شان پن، تیم رابینز |
| ۲۰۰۳ دهم  | سیبیسکوت                          | الیزابت بنکس، جف بریجز، کریس کوپر، ویلیام اچ میسی، توبی مگوایر، Gary Stevens |
| ۲۰۰۳ دهم  | مأمور ایستگاه                     | پال بنجامین، بابی کاناوله، پاتریشا کلارکسون، پیتر دینکلیج، راون گودوین، میشل ویلیامز |
| ۲۰۰۴ ۱۱م  | راه‌های فرعی                       | توماس هیدن چرچ، پل جیاماتی، ویرجینیا مادسن، ساندرا اوه |
| ۲۰۰۴ ۱۱م  | هوانورد                           | آلن آلدا، الک بالدوین، کیت بکینسیل، کیت بلانشت، لئوناردو دی‌کاپریو، ایان هولم، دنی هوستون، جود لا، جان سی ریلی، گوئن استفانی |
| ۲۰۰۴ ۱۱م  | در جستجوی ناکجاآباد               | جولی کریستی، جانی دپ، فردی هایمور، داستین هافمن، رادا میشل، جو پروسپرو، در جستجوی ناکجاآباد، لوک اسپیل، کیت وینسلت |
| ۲۰۰۴ ۱۱م  | هتل رواندا                        | دان چیدل، نیک نولتی، سوفی اوکوندو، واکین فینیکس |
| ۲۰۰۴ ۱۱م  | محبوب میلیون دلاری                | کلینت ایستوود، مورگان فریمن، هیلاری سوانک |
| ۲۰۰۴ ۱۱م  | ری                                | آنجانو الیس، جیمی فاکس، ترنس هاوارد، رجینا کینگ، هری لنیکس، کلیفتون پاول، لارنس تیت، کری واشینگتن |
| ۲۰۰۵ ۱۲م  | تصادف                             | لوداکریس، ساندرا بولاک، دان چیدل، مت دیلون، جنیفر اسپوزیتو، ویلیام فیکنر، برندن فریزر، ترنس هاوارد، تندی نیوتون، رایان فیلیپ، لارنس تیت |
| ۲۰۰۵ ۱۲م  | کوهستان بروکبک                    | لیندا کاردلیانی، آنا فاریس، جیک جیلنهال، ان هتوی، هیث لجر، رندی کواید، میشل ویلیامز |
| ۲۰۰۵ ۱۲م  | کاپوتی                            | باب بالابان، مارشال بل، کلیفتن کالینز جونیور، کریس کوپر، بروس گرینوود، فیلیپ سیمور هافمن، کاترین کینر، مارک پلگرینو |
| ۲۰۰۵ ۱۲م  | شب‌بخیر و موفق باشید.              | رز ابدو، الکس بورستین، رابرت جان برک، پاتریشا کلارکسون، جرج کلونی، جف دانیلز، رید دایموند، تیت داناوان، رابرت داونی جونیور، گرانت هسلو، پیتر جکوبسن، فرانک لانگلا، توماس مک‌کارتی، Dianne Reeves، مت راس، دیوید استراترن، ری وایز |
| ۲۰۰۵ ۱۲م  | شتاب و طغیان                      | آنتونی اندرسون، لوداکریس، آیزاک هیز، تراجی پی. هنسون، ترنس هاوارد، تارین منینگ، الیز نئال، پائولا جای پارکر، دی‌جی کوالز |
| ۲۰۰۶ ۱۳م  | میس سان‌شاین کوچولو                | آلن آرکین، ابیگیل برسلین، استیو کرل، تونی کولت، پل دینو، گرگ کینر |
| ۲۰۰۶ ۱۳م  | بابل                              | آدریانا بارازا، گائل گارسیا برنال، کیت بلانشت، رینکو کیکوچی، برد پیت، کوجی یاکوشو |
| ۲۰۰۶ ۱۳م  | بابی                              | هری بلافونته، جوی برایانت، نیک کانن، امیلیو استوس، لارنس فیشبرن، برایان گراتی، هدر گراهام، آنتونی هاپکینز، هلن هانت، جاشوا جکسون، دیوید کرامهولتز، اشتون کوچر، شایا لباف، لیندزی لوهان، ویلیام اچ میسی، سوتلانا متکینا، دمی مور، فردی رودریگز، مارتین شین، کریستین اسلیتر، شارون استون، جیکوب بارگاس، مری الیزابت وینستد، الایجا وود |
| ۲۰۰۶ ۱۳م  | رفتگان                            | آنتونی اندرسون، الک بالدوین، مت دیمون، لئوناردو دی‌کاپریو، ورا فارمیگا، جک نیکلسون، مارتین شین، مارک والبرگ، ری وینستون |
| ۲۰۰۶ ۱۳م  | دختران رؤیایی                     | هینتون بتل، جیمی فاکس، دنی گلاور، جنیفر هادسن، بیانسه، شارون لیل، ادی مورفی، کیت رابینسون، آنیکا نونی رز |
| ۲۰۰۷ ۱۴م  | جایی برای پیرمردها نیست           | خاویر باردم، جاش برولین، گرت دیلاهانت، تس هارپر، وودی هرلسون، تامی لی جونز، کلی مکدونالد |
| ۲۰۰۷ ۱۴م  | ۳:۱۰ به یوما                      | کریستین بیل، راسل کرو، پیتر فوندا، بن فاستر، لوگان لرمن، گرچن مول، دالاس رابرتس، وینسا شا، آلن تودیک |
| ۲۰۰۷ ۱۴م  | گانگستر آمریکایی                  | آرماند آسانته، جاش برولین، راسل کرو، روبی دی، چیویتل اجیوفور، ادریس البا، کوبا گودینگ جونیور، کارلا گوجینو، جان هاکس، تد لواین، جو مورتون، Lymari Nadal، جان اورتیز، رزا، یول وازکوئز، دنزل واشینگتن |
| ۲۰۰۷ ۱۴م  | اسپری مو                          | نیکی بلونسکی، آماندا باینز، پال دولی، زک افران، الیسون جنی، الایا کلی، کویین لطیفه، جیمز مارسدن، میشل فایفر، بریتنی اسنو، جری استیلر، جان تراولتا، کریستوفر واکن |
| ۲۰۰۷ ۱۴م  | به‌سوی طبیعت وحشی                  | برایان دیرکر، مارسیا گی هاردن، امیل هرش، هال هالبروک، ویلیام هرت، کاترین کینر، جنا مالون، کریستن استوارت، وینس وان |
| ۲۰۰۸ ۱۵م  | میلیونر زاغه‌نشین                  | روبینا علی، Tanay Hemant Chheda, Ashutosh Lobo Gajiwala, Azharuddin Mohammed Ismail، آنیل کاپور، عرفان خان، Ayush Mahesh Khedekar, Tanvi Ganesh Lonkar, Madhur Mittal، دو پتل، فریدا پینتو |
| ۲۰۰۸ ۱۵م  | مورد عجیب بنجامین باتن            | ماهرشالا علی، کیت بلانشت، جیسون فلمینگ، جرد هریس، تراجی پی. هنسون، الیاس کوتیاس، جولیا اورموند، برد پیت، فیلیس سامرویل، تیلدا سوینتن |
| ۲۰۰۸ ۱۵م  | تردید                             | ایمی آدامز، وایولا دیویس، فیلیپ سیمور هافمن، مریل استریپ |
| ۲۰۰۸ ۱۵م  | فراست/نیکسون                      | کوین بیکن، ربکا هال، توبی جونز، فرانک لانگلا، متیو مک‌فادین، اولیور پلات، سم راکول، مایکل شین |
| ۲۰۰۸ ۱۵م  | میلک                              | جاش برولین، جوزف کراس، جیمز فرانکو، ویکتور گاربر، امیل هرش، دیه‌گو لونا، دنی اوهر، شان پن، الیسون پیل |
| ۲۰۰۹ ۱۶م  | حرامزاده‌های لعنتی                 | دانیل برول، آگوست دیل، ژولی دریفوس، مایکل فاسبندر، زیلوستر گروت، جکی آیدو، دیانه کروگر، ملانی لوران، دونی منوشه، مایک مایرز، برد پیت، الی راث، تیل شوایگر، راد تیلور، کریستف والتس، مارتین وتکه |
| ۲۰۰۹ ۱۶م  | درس‌آموزی                          | دومینیک کوپر، آلفرد مولینا، کری مولیگان، رزمند پایک، پیتر سارسگارد، اما تامپسون، اولیویا ویلیامز |
| ۲۰۰۹ ۱۶م  | مهلکه                             | کریستیان کامارگو، برایان گراتی، اوانجلین لیلی، آنتونی مکی، جرمی رنر |
| ۲۰۰۹ ۱۶م  | نُه                                | ماریون کوتیار، پنه‌لوپه کروز، دنیل دی-لوئیس، جودی دنچ، فرگی، کیت هادسن، نیکول کیدمن، سوفیا لورن |
| ۲۰۰۹ ۱۶م  | گرانبها                           | ماریا کری، لنی کراویتز، مونیک، پائولا پاتون، شری شپرد، گبوری سیدیبی |

### دهه ۲۰۱۰
| سال      | فیلم                             | اعضای گروه بازیگران |
| -------- | -------------------------------- | --- |
| ۲۰۱۰ ۱۷م | سخنرانی پادشاه                   | آنتونی اندروز، هلنا بونهام کارتر، جنیفر ایلی، کالین فرث، مایکل گمبون، درک جاکوبی، گای پیرس، جفری راش، تیموتی اسپال |
| ۲۰۱۰ ۱۷م | قوی سیاه                         | ونسان کسل، باربارا هرشی، میلا کونیس، ناتالی پورتمن، وینونا رایدر |
| ۲۰۱۰ ۱۷م | مشت‌زن                            | ایمی آدامز، کریستین بیل، ملیسا لیو، جک مک‌گی، مارک والبرگ |
| ۲۰۱۰ ۱۷م | بچه‌ها حالشان خوب است             | آنت بنینگ، جاش هاچرسون، جولیان مور، مارک رافلو، میا واشیکوفسکا |
| ۲۰۱۰ ۱۷م | شبکه اجتماعی                     | جسی آیزنبرگ، اندرو گارفیلد، آرمی همر، مکس مینگلا، جاش پنس، جاستین تیمبرلیک |
| ۲۰۱۱ ۱۸م | خدمتکاران                        | جسیکا چستین، وایولا دیویس، برایس دالاس هاوارد، الیسون جنی، کریس لوول، آنا ارایلی، سیسی اسپیسک، اکتاویا اسپنسر، مری استینبورگن، اما استون، سیسیلی تایسون، مایک فوگل                                                        |
| ۲۰۱۱ ۱۸م | آرتیست                           | برنیس بژو، جیمز کرامول، ژان دوژاردن، جان گودمن، پنه‌لوپه آن میلر |
| ۲۰۱۱ ۱۸م | ساقدوش‌ها                         | رز بیرن، جیل کلایبورگ، الی کمپر، مت لوکاس، ملیسا مک‌کارتی، وندی مک‌لندن کاوی، کریس اودوود، مایا رودولف، کریستن ویگ |
| ۲۰۱۱ ۱۸م | زادگان                           | بو بریجز، جرج کلونی، رابرت فورستر، جودی گریر، متیو لیلارد، شیلین وودلی |
| ۲۰۱۱ ۱۸م | نیمه‌شب در پاریس                  | کتی بیتس، آدرین برودی، کارلا برونی، ماریون کوتیار، ریچل مک‌آدامز، مایکل شین، اوون ویلسون |
| ۲۰۱۲ ۱۹م | آرگو                             | بن افلک، آلن آرکین، کری بیشی، کایل چندلر، روری کاکرین، برایان کرانستون، کریستوفر دنهام، تیت داناوان، کلیا دووال، ویکتور گاربر، جان گودمن، اسکوت مک‌نری، کریس مسینا                                                         |
| ۲۰۱۲ ۱۹م | بهترین هتل عجیب مریگولد          | جودی دنچ، سلیا ایمری، بیل نای، دو پتل، رانلد پیکاپ، مگی اسمیت، تام ویلکینسون، پنلوپه ویلتون |
| ۲۰۱۲ ۱۹م | بینوایان                         | ایزابل آلن، سمنتا بارکس، ساشا بارون کوهن، هلنا بونهام کارتر، راسل کرو، ان هتوی، دنیل هاتلستون، هیو جکمن، ادی ردمین، آماندا سایفرد، آرون تویت، کلم ویلکینسون                                                               |
| ۲۰۱۲ ۱۹م | لینکلن                           | دنیل دی-لوئیس، سالی فیلد، جوزف گوردون لویت، هال هالبروک، تامی لی جونز، جیمز اسپیدر، دیوید استراترن |
| ۲۰۱۲ ۱۹م | دفترچه امیدبخش                   | بردلی کوپر، رابرت دنیرو، انوپم کهیر، جنیفر لارنس، کریس تاکر، جکی ویور |
| ۲۰۱۳ ۲۰م | حقه‌بازی آمریکایی                 | ایمی آدامز، کریستین بیل، لوئی سی.کی.، بردلی کوپر، جک هیوستون، جنیفر لارنس، آلساندرو نیوولا، مایکل پنیا، جرمی رنر، الیزابت رم، شیا ویگهام                                                                                  |
| ۲۰۱۳ ۲۰م | ۱۲ سال بردگی                     | بندیکت کامبربچ، پل دینو، گرت دیلاهانت، چیویتل اجیوفور، مایکل فاسبندر، پل جیاماتی، اسکوت مک‌نری، لوپیتا نیونگو، ادپرو اودیه، سارا پلسون، برد پیت، مایکل کی. ویلیامز، الفری وودارد                                           |
| ۲۰۱۳ ۲۰م | آگوست: اوسیج کانتی               | ابیگیل برسلین، کریس کوپر، بندیکت کامبربچ، جولیت لوئیس، مارگو مارتیندال، ایوان مک‌گرگور، درموت مالرونی، جولیان نیکلسون، جولیا رابرتس، سام شپارد، مریل استریپ، میستی اوپهام                                                  |
| ۲۰۱۳ ۲۰م | سرخدمتکار                        | ماریا کری، جان کیوسک، جین فوندا، کوبا گودینگ جونیور، ترنس هاوارد، لنی کراویتز، جیمز مارسدن، دیوید اویلوو، الکس پتیفر، ونسا ردگریو، آلن ریکمن، لیو شرایبر، فارست ویتاکر، رابین ویلیامز، اپرا وینفری                        |
| ۲۰۱۳ ۲۰م | باشگاه خریداران دالاس            | جنیفر گارنر، جرد لتو، متیو مک‌کانهی، دنی اوهر، دالاس رابرتس، استیو زان |
| ۲۰۱۴ ۲۱م | بردمن                            | زک گالیفیناکیس، مایکل کیتون، ادوارد نورتون، آندره‌آ ریسبرو، ایمی رایان، اما استون، نائومی واتس |
| ۲۰۱۴ ۲۱م | پسرانگی                          | پاتریشا آرکت، الار کولترین، ایثن هاک، لورلای لینکلیتر |
| ۲۰۱۴ ۲۱م | هتل بزرگ بوداپست                 | اف. موری آبراهام، ماتیو آمالریک، آدرین برودی، ویلم دفو، ریف فاینز، جف گلدبلوم، هاروی کایتل، جود لا، بیل مری، ادوارد نورتون، تونی ریوولوری، سرشه رونان، جیسون شوارتزمن، لئا سیدو، تیلدا سوینتن، تام ویلکینسون، اوون ویلسون |
| ۲۰۱۴ ۲۱م | بازی تقلید                       | متیو بیرد، بندیکت کامبربچ، چارلز دنس، متیو گود، روری کینیار، کیرا نایتلی، آلن لیچ، مارک استرانگ |
| ۲۰۱۴ ۲۱م | نظریه همه‌چیز                     | چارلی کاکس، فلیسیتی جونز، سایمن مک‌برنی، ادی ردمین، دیوید تیولیس، امیلی واتسون |
| ۲۰۱۵ ۲۲م | اسپات‌لایت                        | بیلی کروداپ، برایان دارسی جیمز، مایکل کیتون، ریچل مک‌آدامز، مارک رافلو، لیو شرایبر، جان اسلتری، استنلی توچی |
| ۲۰۱۵ ۲۲م | جانوران بدون کشور                | آبراهام اتا، کرت اجیاوان، ادریس البا |
| ۲۰۱۵ ۲۲م | رکود بزرگ                        | کریستین بیل، استیو کرل، رایان گاسلینگ، ملیسا لیو، همیش لینکلیتر، جان ماگارو، برد پیت، ریف اسپال، جرمی استرانگ، مریسا تومی، فین ویتراک                                                                                     |
| ۲۰۱۵ ۲۲م | مستقیم از کامپتن                 | Neil Brown Jr.، پل جیاماتی، کوری هاکینز، آلدیس هاج، اوشی جکسون جونیور، جیسون میچل |
| ۲۰۱۵ ۲۲م | ترامبو                           | آدواله آکینویه آگباجه، لوئی سی.کی.، برایان کرانستون، دیوید جیمز الیوت، ال فانینگ، جان گودمن، داین لین، هلن میرن، مایکل استولبارگ، آلن تودیک                                                                               |
| ۲۰۱۶ ۲۳م | ارقام پنهان                      | ماهرشالا علی، کوین کاستنر، کیریستن دانست، تراجی پی. هنسون، آلدیس هاج، جنل مونی، جیم پارسونز، گلن پاول، اکتاویا اسپنسر |
| ۲۰۱۶ ۲۳م | کاپیتان خارق‌العاده               | انالیس باسو، شری کروکز، آن داود، کاترین هان، نیکلاس همیلتون، Samantha Isler، فرانک لانگلا، جرج مکای، ارین موریارتی، ویگو مورتنسن، میسی پایل، Charlie Shotwell، استیو زان                                                  |
| ۲۰۱۶ ۲۳م | حصارها                           | جوان آدپو، وایولا دیویس، استیون مک‌کینلی هندرسون، راسل هرنزبی، Saniyya Sidney، دنزل واشینگتن، میکلتی ویلیامسون |
| ۲۰۱۶ ۲۳م | منچستر بای د سی                  | کیسی افلک، متیو برودریک، کایل چندلر، لوکاس هجز، گرچن مول، میشل ویلیامز |
| ۲۰۱۶ ۲۳م | مهتاب                            | ماهرشالا علی، نائومی هریس، اندره هلند، Jharrel Jerome، جنل مونی، تراوانته رودز، اشتون ساندرس |
| ۲۰۱۷ ۲۴م | سه بیلبورد خارج از ابینگ، میزوری | ابی کورنیش، پیتر دینکلیج، وودی هرلسون، جان هاکس، لوکاس هجز، ژلیکو ایوانک، کلب لندری جونز، فرانسیس مک‌دورمند، کلارک پیترس، سم راکول، سامارا ویوینگ                                                                          |
| ۲۰۱۷ ۲۴م | بیمار بزرگ                       | عدیل اختر، هالی هانتر، زویی کازان، انوپم کهیر، کمیل نانجیانی، ری رومانو، زنوبیا شروف |
| ۲۰۱۷ ۲۴م | برو بیرون                        | کلب لندری جونز، دنیل کالویا، کاترین کینر، استیون روت، کیت استنفیلد، برادلی وایتفورد، الیسون ویلیامز |
| ۲۰۱۷ ۲۴م | لیدی برد                         | تیموتی شالامی، بنی فلداستین، لوکاس هجز، تریسی لتس، استیون مک‌کینلی هندرسون، لاری میت کالف، جوردن رودریگز، سرشه رونان، اودیا راش، ماریله اسکات، لوئیس اسمیت                                                                 |
| ۲۰۱۷ ۲۴م | گل‌گرفته                          | جاناتان بنکس، مری جی. بلایژ، جیسون کلارک، گرت هدلند، جیسون میچل، راب مورگان، کری مولیگان |
| ۲۰۱۸ ۲۵م | پلنگ سیاه                        | آنجلا باست، چادویک بوزمن، استرلینگ کی براون، وینستون دوک، مارتین فریمن، دانای گوریرا، مایکل بی. جردن، دنیل کالویا، لوپیتا نیونگو، اندی سرکیس، فارست ویتاکر، لتیشیا رایت                                                   |
| ۲۰۱۸ ۲۵م | بلکککلنزمن                       | هری بلافونته، آدام درایور، توفر گریس، لورا هری‌یر، کوری هاکینز، جان دیوید واشینگتن |
| ۲۰۱۸ ۲۵م | بوهمین راپسودی                   | لوسی بوینتون، آیدان گیلن، بن هاردی، تام هالندر، Gwilym Lee، آلن لیچ، رامی ملک، جوزف مازلو، مایک مایرز |
| ۲۰۱۸ ۲۵م | آسیایی‌های خرپول                  | آکوافینا، جما چان، هنری گلدینگ، کن جیونگ، لیسا لو، هری شام جونیور، کنستانس وو، میشل یئو |
| ۲۰۱۸ ۲۵م | ستاره‌ای متولد شده‌است             | دیو شپل، اندرو دایس کلی، بردلی کوپر، سام الیوت، رافی گراورن، لیدی گاگا، آنتونی راموس |
| ۲۰۱۹ ۲۶م | انگل (기생충)                    | چو یو جونگ، چوی وو شیک، جانگ هه جین، جونگ هیون جون، جونگ جی سو، لی جونگ اون، لی سون کیون، پارک میونگ هون، پارک سو دام، سونگ کانگ هو                                                                                       |
| ۲۰۱۹ ۲۶م | بامب‌شل                           | کانی بریتون، الیسون جنی، نیکول کیدمن، جان لیسگو، مالکوم مک‌داول، کیت مک‌کینون، مارگو رابی، شارلیز ترون |
| ۲۰۱۹ ۲۶م | مرد ایرلندی                      | بابی کاناوله، رابرت دنیرو، استیون گراهام، هاروی کایتل، آل پاچینو، آنا پاکوین، جو پشی، ری رومانو |
| ۲۰۱۹ ۲۶م | جوجو خرگوشه                      | آلفی آلن، رومن گریفین دیویس، اسکارلت جوهانسون، توماسین مک‌کنزی، استیون مرچنت، سم راکول، تایکا وایتیتی، ربل ویلسون |
| ۲۰۱۹ ۲۶م | روزی روزگاری در هالیوود          | آستین باتلر، جولیا باترز، بروس درن، لئوناردو دی‌کاپریو، داکوتا فانینگ، امیل هرش، دیمین لوئیس، مایک مو، تیموتی اولفینت، آل پاچینو، لوک پری، برد پیت، مارگارت کوالی، مارگو رابی                                              |

### دهه ۲۰۲۰
| سال      | فیلم              | اعضای گروه بازیگران |
| -------- | ----------------- | --- |
| ۲۰۲۰ ۲۷م | دادگاه شیکاگو هفت | یحیی عبدالمتین دوم، ساشا بارون کوهن، جوزف گوردون لویت، Kelvin Harrison Jr.، مایکل کیتون، فرانک لانگلا، جان کارول لینچ، ادی ردمین، مارک رایلنس، Alex Sharp، جرمی استرانگ                                                   |
| ۲۰۲۰ ۲۷م | ۵ هم‌خون           | چادویک بوزمن، پاول والتر هوزر، Nguyễn Ngọc Lâm, Lê Y Lan, Norm Lewis، دلروی لیندو، Jonathan Majors, Van Veronica Ngo، جانی تری گوین، یاشپر پاکونن، کلارک پیترس، سندی هوئنگ فام، ژان رنو، میلانی تیری، ایسایا ویتلک جونیور |
| ۲۰۲۰ ۲۷م | بلک باتم ما رینی  | چادویک بوزمن، Jonny Coyne، وایولا دیویس، کولمن دومینگو، مایکل پاتس، گلین ترمن |
| ۲۰۲۰ ۲۷م | میناری            | نوئل کیت چو، هان یه-ری، اسکات هیز، آلان کیم، ویل پاتون، استیون ین، یون یو-جونگ |
| ۲۰۲۰ ۲۷م | یک شب در میامی    | Kingsley Ben-Adir، بو بریجز، لارنس گیلیارد جونیور، الی گوری، آلدیس هاج، مایکل امپریولی، جوکینا کالوکانگو، لسلی اودم جونیور، لنس ردیک، Nicolette Robinson                                                                  |